# Jake Whetton
Jacob Thomas „Jake“ Whetton (* 15. Juni 1991 in Brisbane) ist ein australischer Hockeyspieler, der mit der australischen Hockeynationalmannschaft 2014 Weltmeister und 2018 Weltmeisterschaftsdritter war. 2021 erhielt er die olympische Silbermedaille.

## Sportliche Karriere
Der Stürmer debütierte 2011 in der Nationalmannschaft. Er absolvierte bis 2024 279 Länderspiele, in denen er 134 Tore erzielte.
Whetton spielte Ende 2012 bei der Champions Trophy, die die Australier in Melbourne gewannen. Zwei Jahre später bei der Weltmeisterschaft in Den Haag gewannen die Australier ihre Vorrundengruppe mit fünf Siegen in fünf Spielen. Nach einem 5:1-Halbfinalsieg über die argentinische Mannschaft bezwangen die Australier im Finale die niederländische Mannschaft mit 6:1. Nur anderthalb Monate später fanden die Commonwealth Games 2014 in Glasgow statt. Im Finale trafen die Australier auf die indische Mannschaft, die Australier siegten mit 4:0. Whetton erzielte im Turnierverlauf fünf Tore, davon vier aus Spielsituationen und eins aus einer Strafecke.
Bei den Olympischen Spielen 2016 in Rio de Janeiro erreichten die Australier das Viertelfinale, unterlagen dort aber der niederländischen Mannschaft. Nach den Platzierungsspielen belegten die Australier den sechsten Platz. Im April 2018 waren die Australier Gastgeber der Commonwealth Games 2018, im Finale besiegten sie die neuseeländische Mannschaft mit 2:0. Bei der sechsten Austragung eines Hockeyturniers im Rahmen der Commonwealth Games gewann die australische Mannschaft ihren sechsten Titel. Ende 2018 fand im indischen Bhubaneswar die Weltmeisterschaft 2018 statt. Die australische Mannschaft unterlag den Niederländern im Halbfinale nach Penaltyschießen. Im Spiel um den dritten Platz bezwangen die Australier die englische Mannschaft mit 8:1. Bei den Olympischen Spielen in Tokio gewannen die Australier ihre Vorrundengruppe und gewannen im Viertelfinale das Penaltyschießen gegen die Niederländer. Nach einem Halbfinalsieg über die deutsche Mannschaft unterlagen die Australier im Finale den Belgiern im Penaltyschießen.
2022 gewann Whetton mit dem australischen Team bei den Commonwealth Games in Birmingham. Im Finale beim 7:0 über die Inder erzielte Wickham eines seiner fünf Turniertore. Bei der Weltmeisterschaft 2023 in Bhubaneswar gewannen die Australier im Viertelfinale gegen die spanische Mannschaft und verloren im Halbfinale gegen die Deutschen. Das Spiel um Bronze entschieden die Niederländer mit 3:1 für sich. Whetton war in allen Spielen dabei. Bei den Olympischen Spielen 2024 in Paris schieden die Australier im Viertelfinale gegen die Niederländer aus. Whetton wirkte in zwei Spielen mit.